# هيلاري وولف
هيلاري وولف (بالإنجليزية: Hillary Wolf)‏ هي ممثلة أمريكية، ولدت في 7 فبراير 1977 بشيكاغو في الولايات المتحدة. بدأت مشوارها المهني سنة 1984.

## أعمال

### أفلام
- (1990) وحيد في المنزل[3][4][5]
- (1992)  ضائع في نيويورك[6][7][8]

## وصلات خارجية
- هيلاري وولف على موقع JudoInside.com (الإنجليزية)
- هيلاري وولف على موقع اللجنة الأولمبية الدولية (الإنجليزية)
- هيلاري وولف على موقع أوليمبيديا (الإنجليزية)

- هيلاري وولف على موقع IMDb (الإنجليزية)
- هيلاري وولف على موقع ألو سيني (الفرنسية)
- هيلاري وولف على موقع أول موفي (الإنجليزية)
- هيلاري وولف على موقع قاعدة بيانات الأفلام السويدية (السويدية)
- هيلاري وولف على موقع قاعدة بيانات الفيلم (الإنجليزية)
- هيلاري وولف على موقع كينوبويسك (الروسية)